# Robert Nowak (kickbokser)
Robert Nowak (ur. 20 września 1975 w Poznaniu) – polski kick boxer, były członek kadry narodowej w kick boxingu oraz reprezentant poznańskiego klubu AZS AWF, wielokrotny zawodowy Mistrz Świata organizacji WAKO PRO w formule full- contact, Mistrz Świata i Europy amatorów.

## Kariera amatorska
Zdobywał dziesięciokrotnie tytuł Mistrza Polski w kategorii wagowej do 75 kg. Jego pierwszym sukcesem na arenie międzynarodowej było zdobycie tytułu Mistrza Europy na zawodach w Belgradzie (1996 r.) oraz w Leverkusen (1998 r.) i Moskwie (2000 r.). Największym sukcesem w karierze amatorskiej było zdobycie Mistrzostwa Świata amatorów w Belgradzie (2000 r) w formule full- contact, do 75 kg oraz trzykrotne zdobycie Pucharu Świata w latach 1998, 1999, 2000.

## Kariera zawodowa
Tytuł zawodowego Mistrza Świata organizacji WAKO PRO zdobył w 2001 roku w Helsinkach pokonując Pasii Rantallę, a pierwszy raz pas mistrzowski obronił w angielskiej miejscowości Hull w 2002 roku nokautując w drugiej rundzie faworyta Marka Elwooda o pseudonimie "Czerwony Diabeł". Tytułu bronił sześciokrotnie: Montpellier (Francja) 2003- pokonując Fabricea Barellę, Marsylia (Francja) 2003. Montpellier (Francja)- walka rewanżowa z Barellą (KO w 6 rundzie) 2004 rok, Grenoble (Francja) 2005 w walce z Oliverem Cerdanem oraz rok później w pojedynku z Marokańczykiem- Azzedine Mhiyaoui. Karierę zakończył w 2006 roku pokonując jednogłośnym werdyktem w Poznaniu challengera do tytułu Francuza Frederica Ficeta.

## Kariera bokserska
W 2000 roku startował też w walkach bokserskich (kategoria wagowa superśrednia- do 76 kg). Stoczył cztery zwycięskie pojedynki z czego dwa zakończył przed czasem.